# Wachowski's
Lana Wachowski (geboren als Laurence Wachowski in Chicago op 21 juni 1965) en Lilly Wachowski (geboren als Andrew Wachowski in Chicago op 29 december 1967) zijn twee zussen, transgender vrouwen bekend van hun regie- en schrijfwerk voor films. Ze zijn samen onder andere verantwoordelijk voor de sciencefictionfilms van The Matrix en V for Vendetta.

## Leven

### Jeugd
De twee werden geboren in een Pools-Amerikaans gezin. Hun moeder was verpleegkundige en hun vader was zakenman. In hun kinderjaren gingen ze naar Kellogg Elementary School en later gingen ze naar Whitney Young High School waar ze hun middelbareschooltijd succesvol afrondden met een diploma. Op die school waren ze al regelmatig actief bij het produceren van theaterstukken. Daarna gingen beiden naar een andere school: Lilly ging naar Emerson College in Boston en hoewel de eerste film die zij er maakte zeer goed werd ontvangen moest zij toch die school verlaten vanwege een test die ze onsuccesvol volbracht en Lana ging naar Bard College maar ook zij verliet die school vroegtijdig. Samen besloten ze zich op het timmermansvak te richten en tegelijkertijd werkten ze hun ideeën uit die later zouden leiden tot de Matrix-trilogie. Ook schreven ze in die tijd twee strips voor Marvel: Shaolin Cowboy en Doc Frankenstein, beide uit 1993.

### Films
In de jaren 90 begonnen ze zich op film te richten. De eerste grote productie waaraan ze meeschreven was Assassins uit 1995, met in de hoofdrollen Sylvester Stallone en Antonio Banderas. Het jaar erna kwamen ze met de film Bound, een film over twee vrouwen die een relatie hebben en geld nodig hebben. De film, die ze beiden produceerden, regisseerden en schreven, werd goed ontvangen. In 1999 kwamen ze met tot op heden hun bekendste creatie, de film The Matrix. Die film, die ze opnieuw samen schreven, produceerden en regisseerden, gaat over het idee dat de gehele wereldbevolking leeft in een computersimulatie, jaren geleden opgezet toen machines aan de macht kwamen. The Matrix wordt gekenmerkt door een aparte visuele stijl met veel slow motion en was de introductie van bullet-time. De film was een zeer groot succes, zowel bij filmrecensenten als financieel gezien. Dat succes resulteerde in twee vervolgen die beiden in 2003 uitkwamen, The Matrix Reloaded en The Matrix Revolutions. Die films waren beide financieel gezien eveneens een groot succes, maar werden gematigder ontvangen door filmcritici.
In 2005 kwamen de Wachowski's opnieuw met een sciencefictionfilm, V for Vendetta. Die film speelt zich af in een toekomst waarin Engeland een fascistische staat is en een gemaskerde man, genaamd V, een revolutie probeert te ontketenen. V for Vendetta werd zeer goed ontvangen, maar was financieel gezien minder succesvol dan de Matrix-trilogie. In 2008 kwam hun vijfde grote productie uit, Speed Racer. Die film is gebaseerd op een Japanse animeserie en gaat over een jonge autoracer die met een geavanceerde auto gemaakt door zijn vader faam probeert te verwerven. De film was in de bioscopen financieel gezien een drama, maar heeft later op dvd een ware cultstatus verworven en blijft goed verkopen.
In 2012 kwam opnieuw een film van de twee uit, Cloud Atlas. Naast het altijd voor Hollywoodbegrippen bijzonder grote budget zijn er deze keer ook veel bekende acteurs. Onder anderen Tom Hanks, Halle Berry, Hugh Grant en Hugo Weaving spelen een rol in de film. De geruchten gingen dat producent Warner Bros. voor het überhaupt uitkomen van de film al zo onder de indruk is, dat het graag wil dat het koppel de aankomende Justice League-verfilming gaat doen.

## Kritiek
De twee zijn meerdere malen beschuldigd van het overnemen van ideeën van oudere werken. Stripschrijver Grant Morrison beschuldigde de Wachowski's van plagiaat van zijn werk The Invisibles. Schrijfster Sophia Stewart spande een rechtszaak aan tegen hen vanwege vermeend plagiaat van haar boek The Third Eye, maar de rechtszaak werd gestopt toen bleek dat Stewart niet op tijd bewijs kon aanleveren.

## Transgender
Vlak nadat in 2003 The Matrix Revolutions was uitgekomen, trad Lana Wachowski voor het eerst regelmatig gekleed als vrouw in het openbaar, in die tijd verwierp ze ook al regelmatig haar oude naam "Larry". Begin 2016 gaf ook Lilly aan een transvrouw te zijn en haar oude naam "Andy" te hebben vervangen door Lilly.